# ヒサカキ
ヒサカキ（姫榊、学名: Eurya japonica var. japonica）は、モッコク科ヒサカキ属の常緑小高木である。

## 名称
和名「ヒサカキ」は、サカキに比べて小さいことから「姫サカキ」が転訛してヒサカキになったという。
ホソバヒサカキの別名のほか、ビシャコ、ビシャ、ヘンダラ、ササキ、シャシャキなどの地方名がある。中国名は「柃木」。

## 分布・生育地
日本の本州（岩手・秋田県以西）、四国、九州、沖縄と、日本国外では、朝鮮半島南部、中国、台湾に分布する。山地や丘陵地に生え、目立たないが非常に数が多く照葉樹林ではどこの森にも生えている。低木層にでるが、直射光にも強く、伐採時などにもよく残る。また、栽培されていることも多い。

## 特徴
常緑広葉樹の小高木で、サカキよりやや小型で、普通は樹高が4 - 7メートル (m) 程度になる。樹皮は灰褐色から暗灰褐色で滑らか。一年枝は緑色で、葉柄が枝に流れて稜をつくる。枝は横向きに出て、葉が左右交互にでて、平面を作る傾向がある。
葉は互生し、長さ3 - 8センチメートル (cm) の狭倒卵形や楕円形で先が尖る。葉縁に丸い鋸歯があり、葉が大きくて鋸歯がないサカキと区別できる。葉は厚みがある革質で、表面はつやが強い。
花期は3 - 4月。雌雄異株。葉腋から枝の下側に短くぶら下がるように径3 - 6ミリメートル (mm) ほどの白い花が下向きに多数咲く。花は淡黄色で壺状の5弁花で、都市ガスのような独特の強い芳香を放つ。雄花は雄蕊が10 - 15個、雌花は雌蕊1個がつく。
果期は10 - 12月。果実は直径4 mmの球形で、秋から冬にかけて黒紫色に熟す。
冬芽は裸芽で、枝先と葉腋につき、ほぼ枝と同色をしている。枝先の頂芽は披針形で大きくて先が曲がり、側芽は小さい。花芽が多数つく。

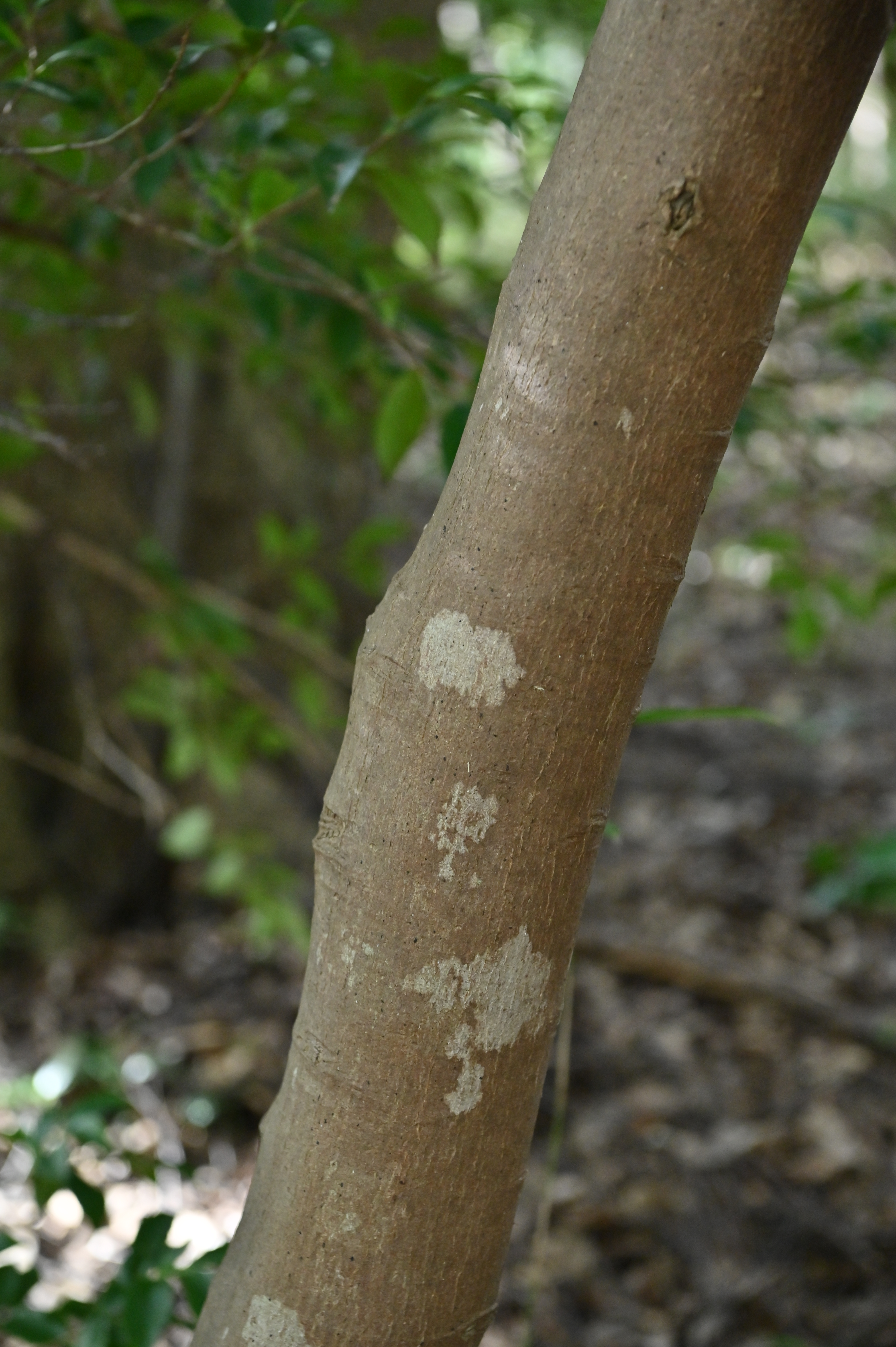
ヒサカキの樹皮
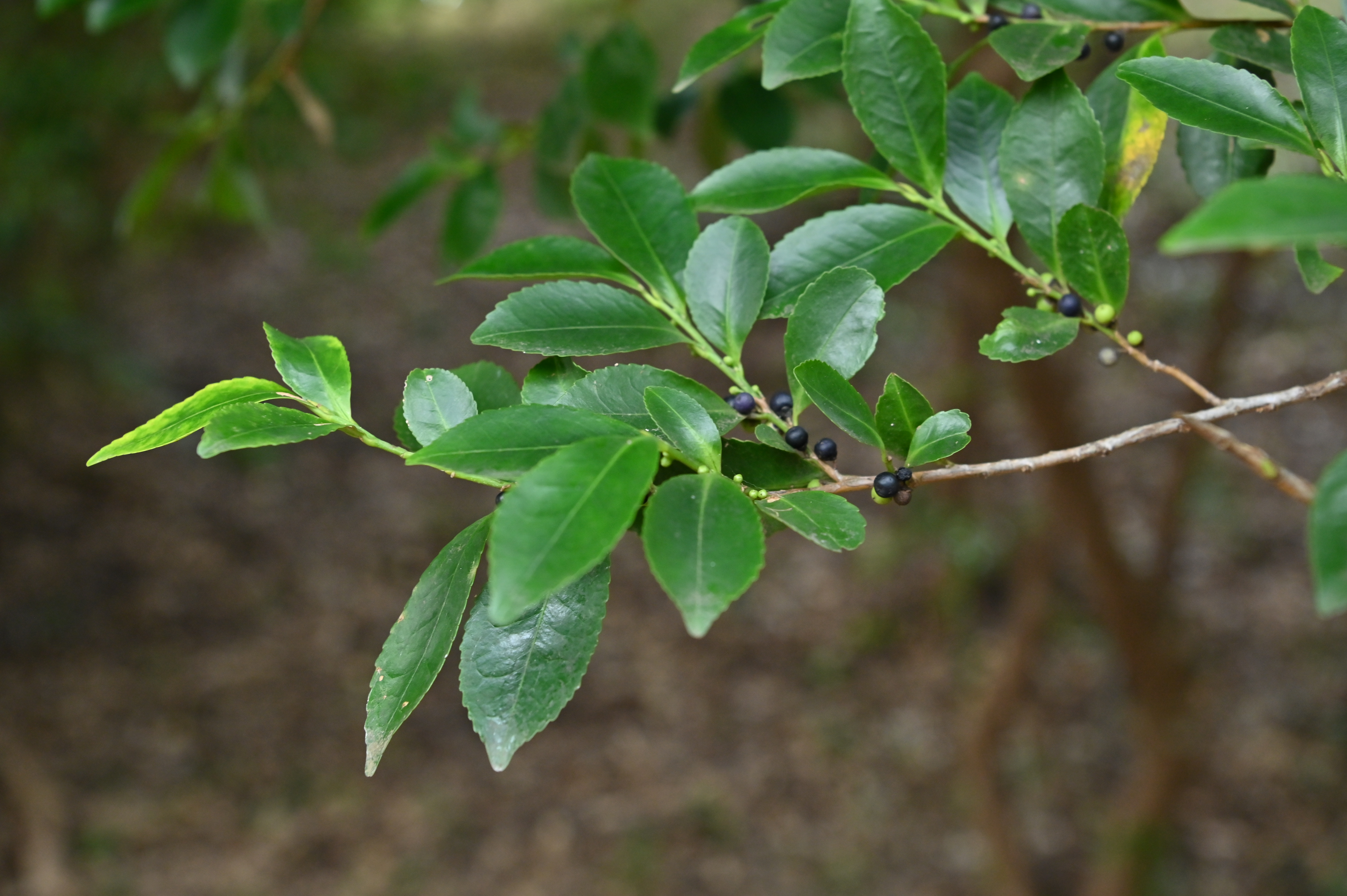
ヒサカキの葉

## 利用
日陰に強く土質を選ばない性質で、葉にツヤがあって美しさがあることから、庭木や垣根にも使われる。関東地方ではサカキの代用として神事に用いる。

## 文化
墓・仏壇へのお供え（仏さん柴）や玉串などとして、神仏へ捧げるため宗教的な利用が多い。これは、「サカキ」が手に入らない関東地方以北において、サカキの代用としている。名前も榊でないから非榊であるとか、一回り小さいので姫榊がなまったとかの説がある。
花言葉は、「神を尊ぶ」である。

## 近縁種

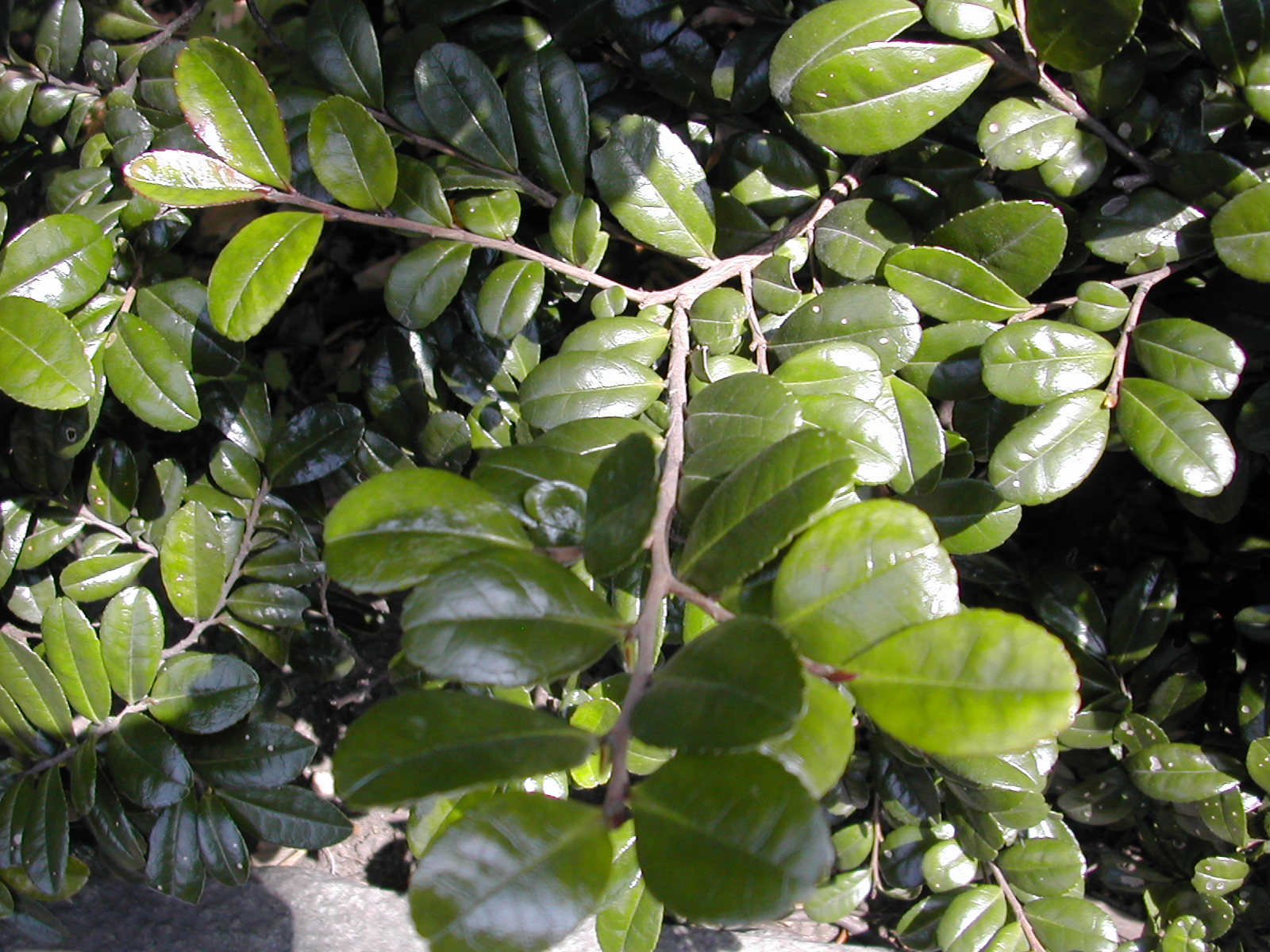
ハマヒサカキ

ヒサカキ属にはこのほかに日本に8種（変種を含む）が知られる。多くは南方離島産のものであるが、ハマヒサカキ（学名: Eurya emarginata）は海岸林に普通な小高木で、潮風や乾燥に強いことから街路樹として用いられることがある。